# 야코바 이삭 지다
아이작 지다(프랑스어: Isaac Yacouba Zida, 1965년 11월 16일~)는 부르키나파소의 군인이다. 2014년 부르키나파소 봉기에 굴복한 블레즈 콩파오레 전 부르키나파소 대통령이 2014년 10월 31일 사임한 후 오노레 트라오레 육군 참모 총장이 임시 국가 수반이 되었다고 선언한 다음 날, 자신이 부르키나파소의 지도자가 되었다고 선언하였다. 11월 1일에는 부르키나파소 군부 내에서 블레즈 콩파오레 대통령이 떠난 직후 일시적으로 지다 중령이 과도 정부를 이끌기로 합의하였다.
2015년 중령에서 스스로 소장으로 진급 처리했다.

## 같이 보기
- 블레즈 콩파오레
- 오노레 트라오레
- 2014년 부르키나파소 봉기